# Удоха
Удоха (рус. Удоха) река је на западу европског дела Руске Федерације. Протиче преко североисточних делова Порховског рејона на истоку Псковске области. Свој ток започиње као отока Радиловског језера, на јужним обронцима Лушког побрђа. Лева је притока реке Шелоњ (притоке језера Иљмењ), те део басена реке Неве, односно Финског залива Балтичког мора.
У Шелоњ се улива на 93. километру његовог тока, код села Запољје. Дужина водотока је 52 km, а површина сливног подручја око 330 km².
Најважнија притока је река Степаринка која се у Удоху улива на њеном 9. километру узводно од ушћа.